# مرگ‌ها در ژوئیه ۲۰۲۰
مرگ‌ها در ژوئیه ۲۰۲۰ آنچه در پی می‌آید فهرست افراد سرشناسی است که در ژوئیه ۲۰۲۰ درگذشته‌اند.
- در هر عنوان به‌ترتیب نام شخص، سن، دلیل سرشناسی، ملیت، علت مرگ، و منبع آمده‌است.

## ژوئیه
مرگ‌ها در ژوئیه ۲۰۲۰ آنچه در پی می‌آید فهرست افراد سرشناسی است که در ژوئیه ۲۰۲۰ درگذشته‌اند.

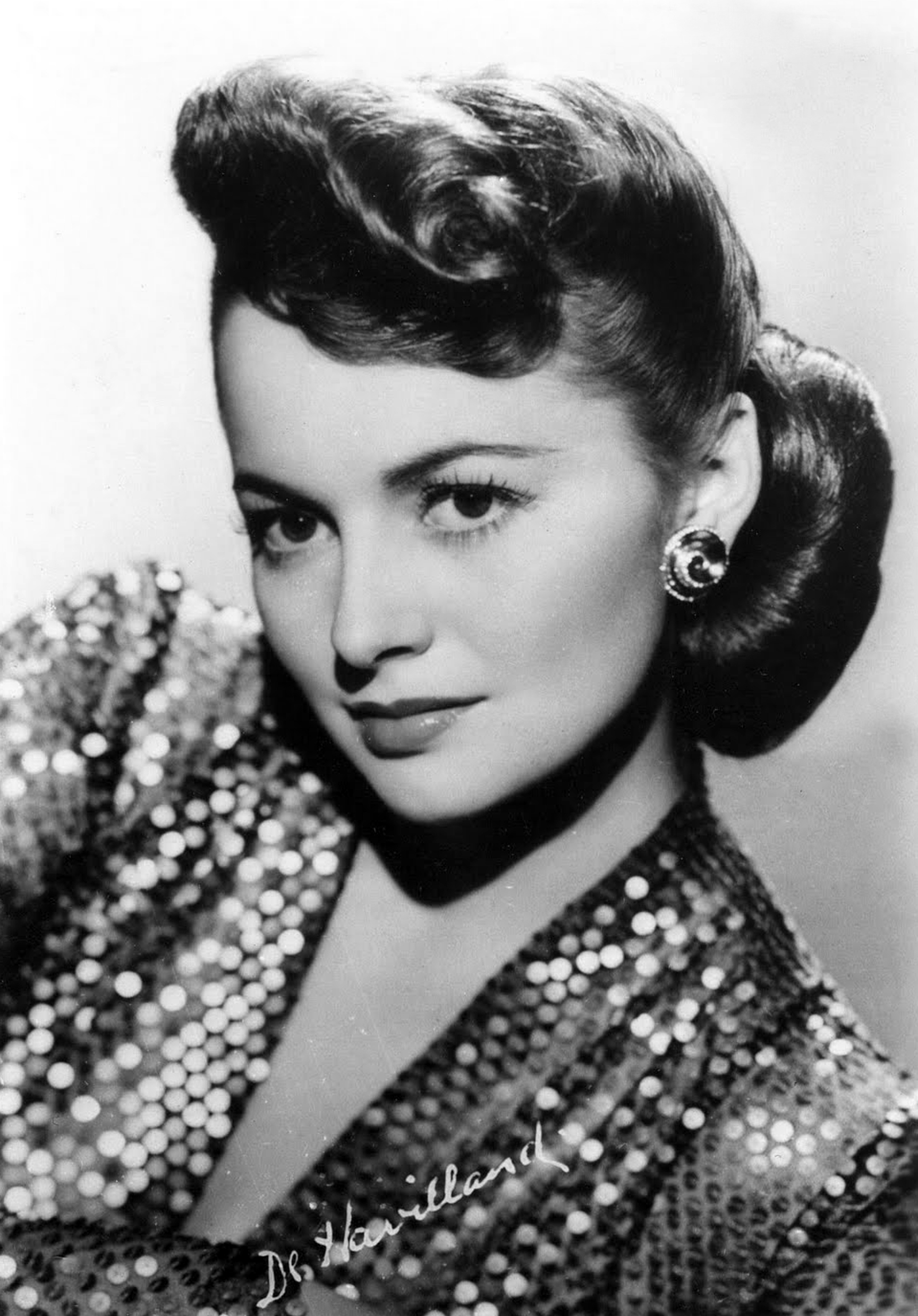
اولیویا دی هاویلند

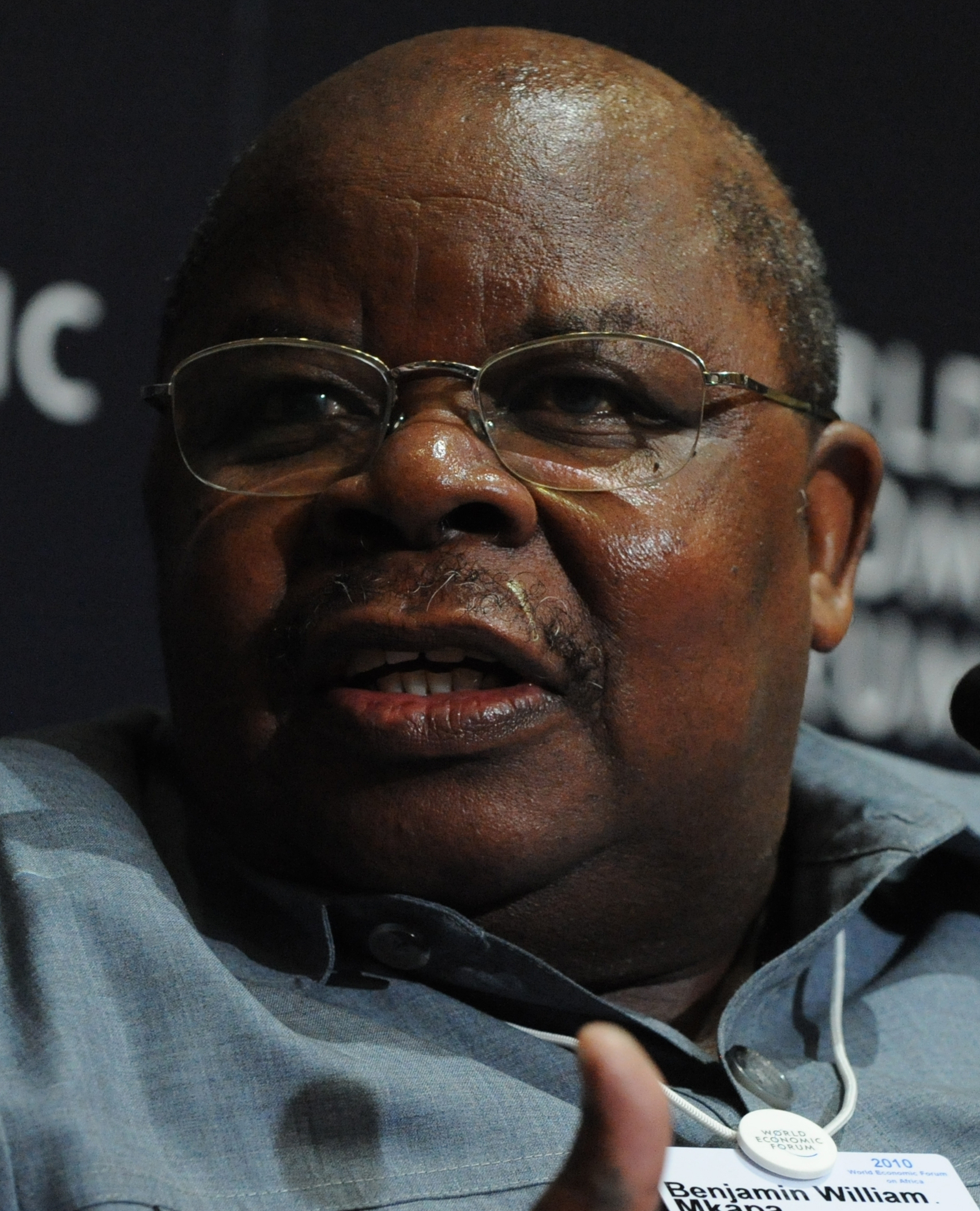
بنجامین امکاپا

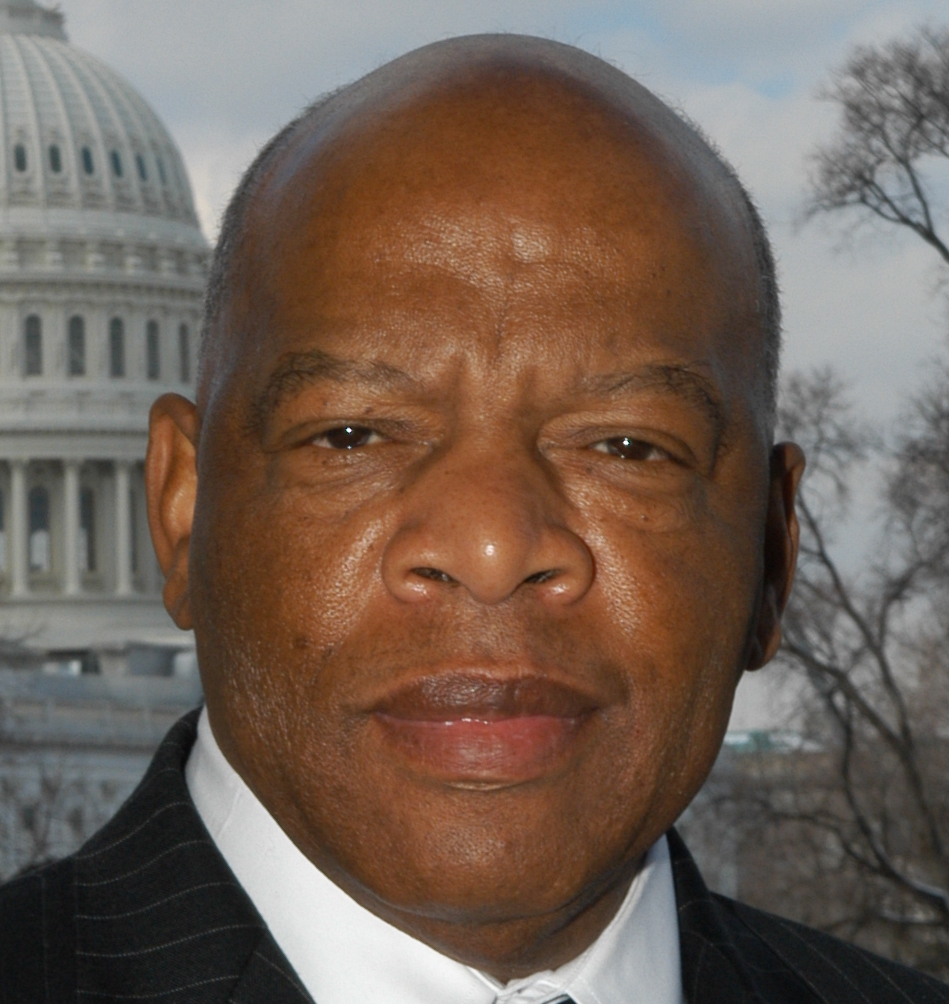
جان لویس

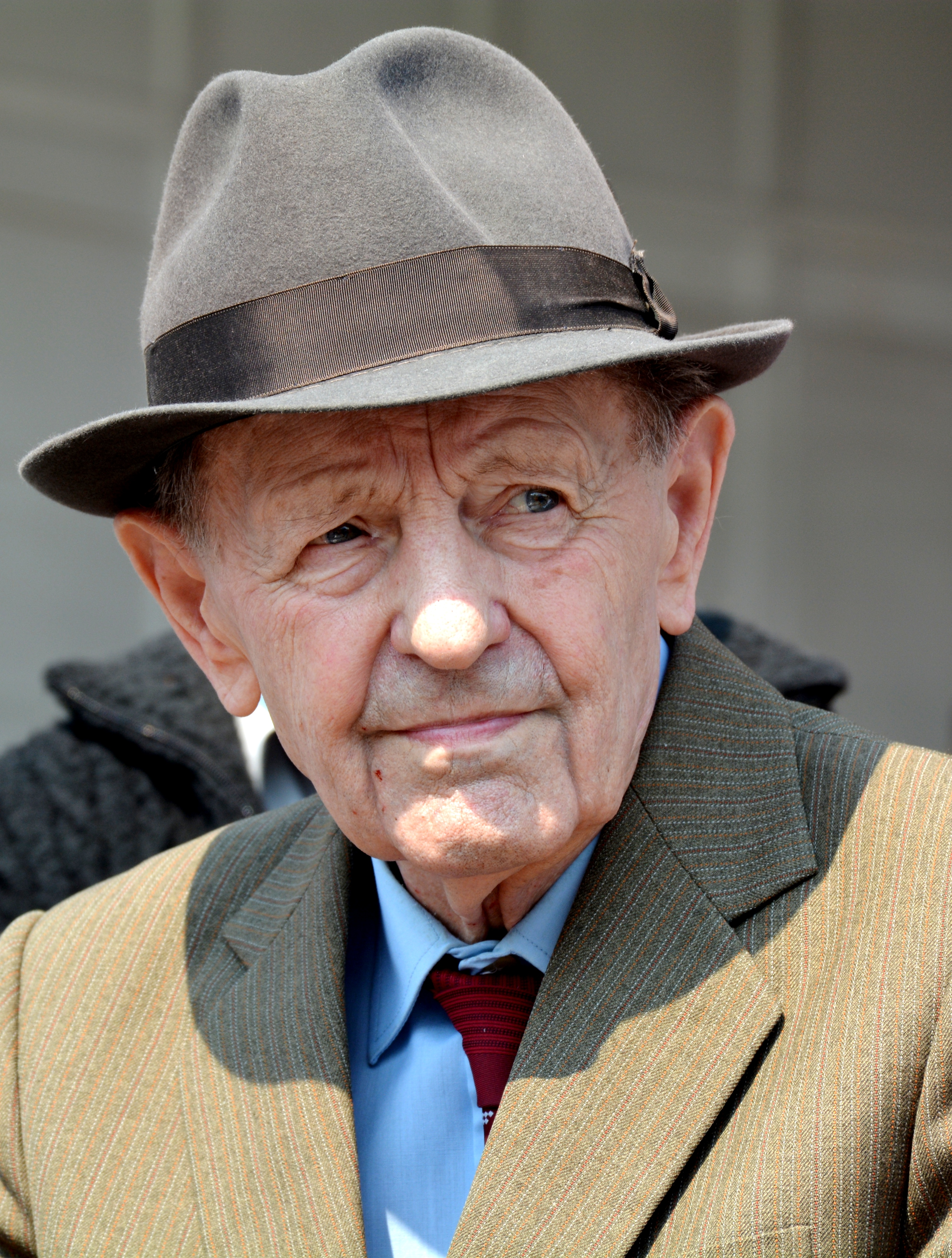
میلوش یاکش

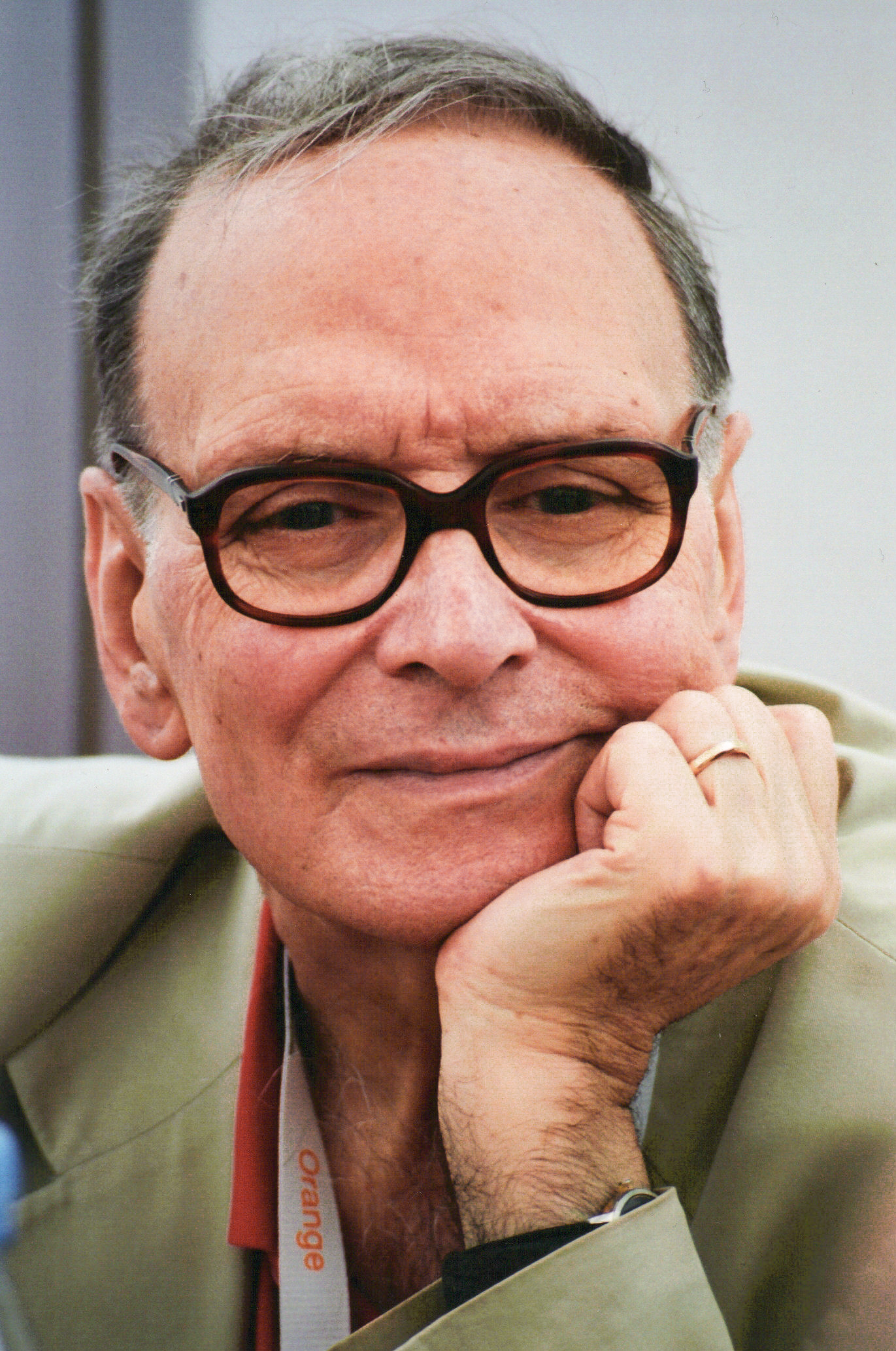
انیو موریکونه

### ۱
- ایدا هندل، ۹۱، نوازنده ویولن لهستانی‌الاصل اهل بریتانیا بر اثر سرطان کلیه.[۱]

### ۲
- تیلو پروکنر، ۷۹، هنرپیشه اهل آلمان.[۲]
- سیروس گرجستانی، ۷۵، بازیگر اهل ایران.[۳]

### ۳
- ساروج خان، ۷۱، طراح رقص و رقصنده اهل هند بر اثر ایست قلبی.[۴]
- ارل کامرون، ۱۰۲، هنرپیشه اهل بریتانیا.[۵]
- آردیکو مانیینی، ۹۱، بازیکن فوتبال اهل ایتالیا.[۶]

### ۵
- ویلی هولدورف، ۸۰، ورزشکار دهگانه اهل آلمان.[۷]

### ۶
- چارلی دنیلز، ۸۳، خواننده، ترانه‌سرا و موسیقی‌دان اهل ایالات متحده آمریکا.[۸]
- رونالد گراهام، ۸۴، ریاضی‌دان اهل ایالات متحده آمریکا.[۹]
- انیو موریکونه، ۹۱، آهنگساز، تنظیم‌کننده، رهبر ارکستر و نوازنده اهل ایتالیا.[۱۰]
- هشام الهاشمی، ۴۷، مورخ و محقق اهل عراق.[۱۱]

### ۸
- الکس پولین، ۳۲، اسنوبردسوار اهل استرالیا.[۱۲]
- نایا ریورا، ۳۳، بازیگر اهل ایالات متحده آمریکا.[۱۳]
- آمادو گون کولیبالی، ۶۱، سیاستمدار اهل ساحل عاج، نخست‌وزیر (پس از ۲۰۱۷).[۱۴]
- فین کریستیان یاگه، ۵۴، اسکی‌باز آلپاین اهل نروژ.[۱۵]

### ۹
- پارک وون سون، ۶۴، سیاستمدار، نیکوکار، فعال و حقوقدان اهل کره جنوبی بر اثر خودکشی.[۱۶]
- میلوش یاکش، ۹۷، سیاستمدار اهل جمهوری چک، دبیر اول حزب کمونیست چکسلواکی (۱۹۸۷–۱۹۸۹).[۱۷]

### ۱۰
- اولگا تاش، ۹۱، ژیمناست هنری اهل مجارستان.[۱۸]
- جک چارلتون، ۸۵، بازیکن فوتبال اهل انگلستان.[۱۹]
- آناندا موهان چاکبراتی، ۸۲، دانشمند در زمینه میکروبیولوژی اهل هند.[۲۰]

### ۱۲
- کلی پرستون، ۵۷، بازیگر و مدل سابق اهل ایالات متحده آمریکا بر اثر سرطان پستان.[۲۱]
- لایوش سوچ، ۷۶، بازیکن فوتبال اهل مجارستان.[۲۲]
- حسن ابشیر فرح، ۷۵، سیاستمدار اهل سومالی، نخست‌وزیر (۲۰۰۱–۲۰۰۳).[۲۳]
- جوانا کول، ۷۵، نویسنده و کتابدار اهل ایالات متحده آمریکا.[۲۴]

### ۱۳
- گرنت ماسارو ایماهارا، ۴۹، مهندس برق، روباتیک، مجری تلویزیون و بازیگر اهل ایالات متحده آمریکا بر اثر آنوریسم مغزی.[۲۵]
- هادی دحان، ۷۶، بازیکن فوتبال اهل مراکش.[۲۶]
- زیندزی ماندلا، ۵۹، دیپلمات و شاعر اهل آفریقای جنوبی بر اثر بیماری کروناویروس ۲۰۱۹.[۲۷]

### ۱۴
- ابوالقاسم سرحدی‌زاده، ۷۵، سیاست‌مدار اهل ایران.[۲۸]
- پولاد هاشم‌اف، ۴۵، نظامی اهل جمهوری آذربایجان بر اثر درگیری مرزی ارمنستان و جمهوری آذربایجان.[۲۹]

### ۱۶
- فیلیس سامرویل، ۷۶، هنرپیشه اهل ایالات متحده آمریکا.[۳۰]
- آزوما موریساکی، ۹۲، کارگردان و فیلم‌نامه‌نویس اهل ژاپن بر اثر سکته مغزی.[۳۱]

### ۱۷
- جوزفین کاکس، ۸۲، رمان‌نویس و نویسنده اهل انگلستان.[۳۲]
- جان لویس، ۸۰، فعال حقوق مدنی اهل ایالات متحده آمریکا بر اثر سرطان لوزالمعده.[۳۳]
- سیلویو مارسولینی، ۷۹، بازیکن فوتبال اهل آرژانتین بر اثر سکته مغزی و سرطان.[۳۴]

### ۱۸
- خوان مارسه، ۸۷، نویسنده اهل اسپانیا بر اثر نارسایی کلیوی.[۳۵]
- علی میرزایی، ۹۱، وزنه‌بردار اهل ایران.[۳۶]
- هاروما میورا، ۳۰، هنرپیشه، خواننده و صدا پیشه اهل ژاپن.[۳۷]

### ۱۹
- سلطان هاشم أحمد محمد الطائی، ۷۶، سیاستمدار اهل عراق، وزیر دفاع (۱۹۹۵–۲۰۰۳) بر اثر سکته قلبی.[۳۸]
- سیدو دیارا، ۸۶، سیاستمدار اهل ساحل عاج، نخست‌وزیر (۲۰۰۰، ۲۰۰۳–۲۰۰۵).[۳۹]

### ۲۱
- آنی راس، ۸۹، خواننده جاز و بازیگر اهل ایالات متحده آمریکا.[۴۰]

### ۲۲
- چارلز اورز، ۹۷، سیاستمدار اهل ایالات متحده آمریکا.[۴۱]
- الکساندر ایوانیتسکی، ۸۲، کشتی‌گیر اهل اتحاد جماهیر شوروی سوسیالیستی.[۴۲]
- جوآن فاینمن، ۹۳، اخترشناس اهل ایالات متحده آمریکا.[۴۳]
- الکساندر گوسف، ۷۳، بازیکن هاکی روی یخ اهل اتحاد جماهیر شوروی سوسیالیستی.[۴۴]

### ۲۳
- جاکلین اسکات، ۸۹، هنرپیشه اهل ایالات متحده آمریکا بر اثر سرطان ریه.[۴۵]
- ژان برانکار، ۹۰، دوچرخه‌سوار اهل بلژیک.[۴۶]
- وارد پلامر، ۷۹، فیزیک‌دان اهل ایالات متحده آمریکا.[۴۷]
- ژاکلین نونان، ۹۱، پزشک اهل ایالات متحده آمریکا.[۴۸]

### ۲۴
- نینا آندریوا، ۸۱، سیاست‌مدار اهل اتحاد جماهیر شوروی سوسیالیستی.[۴۹]
- بنجامین امکاپا، ۸۱، سیاستمدار اهل تانزانیا، رئیس‌جمهور (۱۹۹۵–۲۰۰۵).[۵۰]
- ریجیس فیلبین، ۸۸، بازیگر، خواننده و شخصیت تلویزیونی اهل ایالات متحده آمریکا بر اثر سکته قلبی.[۵۱]

### ۲۵
- عظیم‌جان آسکاروف، ۶۹، روزنامه‌نگار اهل قرقیزستان بر اثر سینه‌پهلو.[۵۲]
- جان ساکسون، ۸۳، بازیگر اهل ایالات متحده آمریکا بر اثر سینه‌پهلو.[۵۳]
- ادی شک، ۸۳، بازیکن هاکی روی یخ اهل کانادا بر اثر سرطان.[۵۴]
- پیتر گرین، ۷۳، گیتارنواز و موسیقی‌دان بلوز راک اهل بریتانیا.[۵۵]

### ۲۶
- اولیویا دی هاویلند، ۱۰۴، هنرپیشه بریتانیایی-آمریکایی و برنده جایزه اسکار.[۵۶]
- هانس یوخن فوگل، ۹۴، سیاست‌مدار اهل آلمان.[۵۷]

### ۲۷
- اوون آرتور، ۷۰، سیاستمدار اهل باربادوس، نخست‌وزیر (۱۹۹۴–۲۰۰۸) بر اثر نارسایی قلبی.[۵۸]
- جیانکو تدسچی، ۱۰۰، بازیگر اهل ایتالیا.[۵۹]
- خلیل طه، ۸۸، کشتی‌گیر اهل لبنان.[۶۰]
- محمد اسد مالک، ۷۸، بازیکن هاکی روی چمن اهل پاکستان.[۶۱]

### ۲۸
- الکساندر آکسینین، ۶۵، دونده اهل شوروی.[۶۲]
- بدرالزمان قریب، ۹۰، زبان‌شناس اهل ایران.[۶۳]

### ۲۹
- آناتولی فدیوکین، ۶۸، بازیکن هندبال اهل اتحاد جماهیر شوروی سوسیالیستی.[۶۴]

### ۳۰
- لی تنگ-هویی، ۹۷، سیاستمدار اهل تایوان، رئیس‌جمهور (۱۹۸۸–۲۰۰۰) بر اثر سندرم اختلال عملکرد اعضای بدن.[۶۵]
- هرمن کین، ۷۴، سیاستمدار اهل ایالات متحده آمریکا بر اثر بیماری کروناویروس ۲۰۱۹.[۶۶]

### ۳۱
- آلن پارکر، ۷۶، کارگردان، تهیه‌کننده و فیلم‌نامه‌نویس اهل انگلستان.[۶۷]